# 郑荣儿
郑荣儿（1959年11月—），安徽黟县人，中国海洋大学教授。

## 生平
1982年毕业于安徽师范大学物理系，留校任教。先后在英国斯特拉斯克莱德大学、格拉斯哥大学做访问研究，1995年获格拉斯哥大学博士学位。1996年起任教于中国海洋大学（原青岛海洋大学），1997年晋升教授，先后任物理系主任、信息科学与工程学院副院长、青岛市光学光电子重点实验室主任等职。

## 学术贡献
主要从事激光光谱技术及其应用研究。主持国家863计划项目、国家重点研发计划项目等课题多个，发表学术论文100余篇。研制完成了我国首台双波长运转的深海原位激光拉曼光谱仪（DOCARS）样机，并入选“十一五”国家重大科技成就展。先后获山东省优秀科技工作者、山东省首届高等学校教学名师等荣誉称号。

## 社会兼职
中国光学学会理事，中国光学工程学会理事，山东省激光学会副理事长，《激光生物学报》杂志副主编。